# محوطه باستان‌شناسی تپه نادر
محوطه باستان‌شناسی تپه نادر؛ نام تپه محوطه‌ای باستانی مربوط به عصر برنز است و در شهرستان مشهد واقع شده و این اثر در تاریخ ۱۹ آبان ۱۳۹۵ با شمارهٔ ثبت ۳۱۵۹۹ به‌عنوان یکی از آثار ملی ایران به ثبت رسیده‌است.